# Felchowseegebiet
Das Naturschutzgebiet Felchowseegebiet liegt im Landkreis Uckermark in Brandenburg.
Das Gebiet mit der Kenn-Nummer 1055 wurde mit Verordnung vom 23. Dezember 2002 unter Naturschutz gestellt. Das rund 972 ha große Naturschutzgebiet mit dem 140 ha großen Felchowsee, dem Großen Stebensee, dem Kleinen Stebensee und dem 7,15 ha großen Wustrowsee erstreckt sich östlich des Kernortes Pinnow. Westlich und nördlich verläuft die B 2 und südlich die Landesstraße L 284.
Rund 403 ha des Naturschuztgebites befinden sich im Besitz der NABU-Stiftung Nationales Naturerbe. Auf ihren Waldflächen kann sich ungestört Naturwald entwickeln und an den kleinen Gewässern setzt sie sich für den Schutz von Amphibien ein.